# Pierre Brunon
Pour les articles homonymes, voir Brunon.
Pierre Brunon, né le 23 février 1922 à Cusset et mort le 18 septembre 2000 à Paris 16e, est un haut fonctionnaire et préfet français
Jeune chef de cabinet du préfet de Lot-et-Garonne pendant la Seconde Guerre mondiale, il a participé à la résistance, a été arrêté et déporté.
À son retour, après une progression au sein du corps préfectoral, il a été notamment préfet des Ardennes, préfet de la Guadeloupe, puis préfet de l'Aisne.

## Résistant pendant la Seconde Guerre mondiale
Licencié en droit, 1942 M. Pierre Brunon entre dans l'administration en 1942, en tant que rédacteur auxiliaire au ministère de l'Intérieur.
En 1944, Pierre Brunon devient chef de cabinet du préfet du Lot-et-Garonne, se rapprochant de sa région d'origine.
Ce préfet de Lot-et-Garonne, Louis Tuaillon, a entamé des actions d'obstruction et de résistance de plus en plus ouvertes avec les autorités d'occupation et la milice, aidé de ses plus proches adjoints.
Après la mutinerie des détenus  du centre de détention d’Eysses en février 1944, le préfet est tenu en conséquence à l’écart de la répression des meneurs. Pour marquer sa désapprobation, il n’accorde aucune audience aux membres de la cour martiale, ignorant leurs sollicitations. En avril, recevant du préfet régional l’ordre de remettre aux autorités allemandes les 1 123 condamnés détenus dans cet établissement, il subordonne l’application de ces directives à la réception d’un ordre ministériel portant la signature d’un membre du gouvernement. Cette grève du zèle administrative  lui permet de repousser de six semaines la déportation des détenus politiques d’Eysses. Mais le 30 mai 1944, des troupes allemandes viennent se saisir directement des détenus résistants.
Dans la nuit du 8 au 9 juin 1944, Louis Tuaillon, le préfet, Pierre Brunon, son chef de cabinet et Jean Brachard, sous-préfet de Nérac sont arrêtés par la Gestapo d’Agen. Les trois hommes  sont déportés au camp de concentration de Neuengamme  en Allemagne puis au camp de travail de Terezin en République tchèque.
Ils sont libérés en mai 1945.

## Réintégration du corps préfectoral
De retour de déportation, Pierre Brunon est nommé sous-préfet en 1946.
Son parcours est marqué, dans les années qui suivent, par un rôle de chef adjoint de cabinet au secrétariat d’état aux affaires économiques, en 1952. Puis par sa nomination en 1954 comme chef de cabinet au secrétaire d’État à l'Information.
Il revient ensuite à des postes de secrétaire général de préfecture ou de sous-préfet. Il est notamment nommé sous-préfet de Toulon en mars 1963.

## Préfet des Ardennes
Nommé préfet des Ardennes en août 1967, il s'emploie particulièrement au développement économique et au désenclavement routier du département.
En mars 1969, le préfet Brunon monte aux Vieux-Moulins de Thilay pour  remettre la Légion d'honneur à une ancienne résistante, Marguerite Fontaine, dont les souvenirs viennent d'être publiés, avec un certain succès local, par Eva Thomé. Le préfet offre le portrait officiel du président de la République, le général de Gaulle. « C'est celui de mon bureau, précise-t-il. — Vous ne pouviez pas me faire plus plaisir, répond Marguerite, en essuyant une larme.»
Durant son passage à cette préfecture, il a également à gérer les événements de mai 68.
Son prédécesseur, Robert Hayem, avait déjà été confronté en 1967 à un conflit localisé qui avait montré la capacité de mobilisation des syndicats et partis de gauche en Ardennes. En 1968, le point de départ de la contestation, dans le département des Ardennes, est la journée d'action du 13 mai, avec une manifestation à Charleville-Mézières, marchant dans l'ordre vers la préfecture. Le mouvement est essentiellement ouvrier, avec la présence d'employés des services publics, et, noyés dans la masse, quelques lycéens. Dans les jours qui suivent, des grèves illimitées avec occupation des locaux se déclarent. Le mouvement se propage. Le 21 mai, la quasi-totalité des entreprises de la vallée de la Meuse sont arrêtées. Suivent la vallée de la Goutelle, de l'Ennemane, et le plateau de Rocroi. Puis le secteur public, la vallée de la Semoy, la vallée de l'Aisne, les employés de commerce, etc. Les accords de Grenelle, malgré les avantages concédés aux salariés, ont peu d'effet dans un premier temps. Cependant les derniers jours du mois de mai sont décisifs. À Paris, le 30 mai, le général de Gaulle de retour après avoir disparu à Baden-Baden la veille, réagit dans un discours radiotélévisé vigoureux, décide la dissolution de l'Assemblée nationale et provoque des élections législatives pour fin juin. Il est conforté par une énorme manifestation de la droite sur les Champs-Élysées. En Ardennes, le 31 mai, un cortège de 150 voitures contre- manifeste en sillonnant le département. Quelques accrochages ont lieu comme lors des occupations entre non-grévistes et grévistes, mais les forces de l'ordre, dirigées par le préfet, veillent à éviter tout dérapage dans la violence. Le mouvement de grève s'étiole en juin, avec des reprises progressives. Et les élections législatives du 23 et 30 juin marquent l'arrêt du mouvement.
Le 7 septembre 1968, inaugurant la foire de Charleville-Mézières, le préfet Brunon dresse le constat suivant de ces événements de mai 68 :

« Une constatation s'impose, à savoir que les avantages obtenus par les salariés ont incorporé dans la circulation monétaire française une masse de disponibilités soit immédiate, soit à terme que l'on évalue à deux milliards d'anciens francs... Il n'en est pas moins vrai qu'une fraction notable de ces nouvelles possibilités se soit investie dans le marché de la consommation : c'est un fait dont nous constatons d'ailleurs les répercussions dans les Ardennes, que les industries productrices des biens de consommation notamment dans le domaine de l'électroménager et dans le domaine de l'automobile par exemple, ont vu leurs carnets de commande se remplir, éprouvant même quelquefois des difficultés à équilibrer leur production avec cette demande accrue. »

— Pierre Brunon, Déclaration reprise par le journal l'Ardennais le 8 sept. 1968
Des propos positifs et apaisants après des semaines de contestation sociale forte. Mais une contestation qui s'est déroulée sans drame dans ce département.

## Préfet de Guadeloupe
Le Conseil des ministres du 19 novembre 1969 procède à un important mouvement préfectoral significatif, dans le cadre duquel Pierre Brunon est nommé préfet de la Guadeloupe. José Bellec, ancien résistant et déporté comme lui, lui succède dans le département des Ardennes. Et, en Guadeloupe, il succède à  Jean Deleplanque qui avait calmé les esprits après les émeutes de 1967. Mais cette région est considérée comme particulièrement sensible, et le rôle du préfet y est stratégique.
1970 voit la loi instituant le SMIC en métropole et dans les DOM. Pour des raisons économiques, le SMIC des DOM est inférieur au SMIC de métropole mais évolue au même rythme.
Le mouvement nationaliste se reconstitue et s'investit dans le domaine social. En 1970, une grève de grande ampleur se déclenche dans les champs de canne, au démarrage de la campagne de récolte, avec le concours des enseignants nationalistes, conjuguée avec une grève du bâtiment.
La grève dure plusieurs mois, puis s'éteint d'elle-même. Le préfet Brunon, devenu un remarquable technicien du maintien de l'ordre, réussit à éviter les débordements et les émeutes.
Au-delà de ces événements sociaux, Pierre Brunon s'emploie à mettre en œuvre le VIe Plan, et en particulier le développement de l'activité touristique sur l'île. Il n'hésite pas à se comporter comme un « chargé de clientèle », accueillant les investisseurs privés au pied de l'avion.

## Préfet de l'Aisne
Il devient préfet de l’Aisne le 14 juin 1973 et le reste jusqu'au  6 octobre 1975.
Le 6 octobre 1975, un décret le nomme préfet hors cadre.